# Tarvos (Mond)
Tarvos (auch Saturn XXI) ist einer der kleineren äußeren Monde des Planeten Saturn.

## Entdeckung
Die Entdeckung von Tarvos durch ein Team bestehend aus Brett J. Gladman, John J. Kavelaars, Jean-Marc Petit, Hans Scholl, Matthew J. Holman, Brian Marsden, Philip D. Nicholson und Joseph A. Burns auf Aufnahmen vom 23. bis zum 27. September 2000 wurde am 25. Oktober 2000 bekannt gegeben. Tarvos erhielt zunächst die vorläufige Bezeichnung S/2000 S 4.
Benannt wurde der Mond nach Tarvos Trigaranus, einem Gott der keltischen Mythologie.

## Bahndaten
Tarvos umkreist Saturn retrograd auf einer exzentrischen Bahn in einem mittleren Abstand von 18.263.000 km in rund 926 Tagen. Die Bahnexzentrizität beträgt 0,531, wobei die Bahn mit 33,8° gegen die Ekliptik geneigt ist, die in dieser Entfernung vom Saturn die Laplace-Ebene darstellt.
Tarvos gehört zur Gallischen Gruppe der Saturnmonde.

## Aufbau und physikalische Daten
Tarvos besitzt einen Durchmesser von 14 km. Seine Dichte wird mit 2,3 g/m3 abgeschätzt. Er ist vermutlich aus Wassereis mit einem hohen Anteil an silikatischem Gestein zusammengesetzt. Er besitzt wohl eine sehr dunkle Oberfläche mit einer geschätzten Albedo von 0,06, d. h., nur 6 % des eingestrahlten Sonnenlichts werden reflektiert. Mit einer scheinbaren Helligkeit von 22,7m ist er ein äußerst lichtschwaches Objekt. Die Rotationsperiode beträgt knapp 11 Stunden.